# هیدکی سنا
هیدکی سنا (به ژاپنی: 瀬名 秀明 Sena Hideaki) (به انگلیسی: Hideaki Sena) (زاده ۱۷ ژانویهٔ ۱۹۶۸)، یک داروشناس و رمان‌نویس علمی تخیلی / ترسناک ژاپنی. سنا هنگامی که اولین رمان خود با نام پارازیت ایو که برنده جایزه نیز شد، را نوشت از دانشگاه توهوکو فارغ‌التحصیل شد. این رمان توسط اسکوئر تبدیل به یک فیلم و بازی رایانه‌ای نقش‌آفرینی شد. سنا در حال حاضر در سندای ژاپن زندگی می‌کند و در آنجا دربارهٔ میکروبیولوژی و سبک‌های مختلف سخنرانی می‌کند. سنا نام تخلصی اوست و نام اصلی آن سوزوکی است.